# Multiaxiales Klassifikationsschema für psychische Störungen des Kindes- und Jugendalters
Das Multiaxiale Klassifikationsschema für psychische Störungen des Kindes- und Jugendalters (kurz MAS) ist eine empirisch basierte Weiterentwicklung des ICD-10-Schemas und wird bei psychiatrischen Störungen im Kindes- und Jugendalter angewandt.
Es wurde entwickelt, da psychiatrische Diagnosen zwangsläufig verschiedene Elemente/Ebenen enthalten. Beispielsweise kann es wichtig sein, intellektuelle Behinderungen mit vorhandenem oder nicht vorhandenem Hirnschaden festzustellen. Die Beschreibungen beziehen sich jeweils auf die aktuelle Situation und aktuelle Schwierigkeiten. Sie beziehen sich nicht auf die Persönlichkeit. Über die Prognose oder Angaben über Fortdauer einer Störung werden keine Aussagen gemacht.

## Entstehungsgeschichte der multiaxialen Klassifikation
Schon 1969 wurde eine 3-achsige Klassifikation genutzt. Das psychiatrisch-klinische Syndrom wurde neben dem Intelligenzniveau und den Umständen der Krankheitsentstehung (Ätiologie), den Körper und die Umwelt betreffend, beschrieben. Die ätiologischen Umstände wurden später auf zwei Ebenen unterteilt. Danach wurde 1976 eine Achse für beschrieben Entwicklungsrückstände eingeführt. Das Schema basierte auf der ICD-9 Kodierung. Die Einführung des multiaxialen Schemas in Deutschland fand im Jahr 1977 statt.
Mit Veröffentlichung der 10. Revision der ICD wurde die 6-achsige multiaxiale Klassifikation ab der 3. Auflage der deutschen Ausgabe übernommen.

## Die Achsen des Multiaxialen Klassifikationsschemas

### Achse 1 – klinisch-psychiatrisches Syndrom
In der ersten Achse werden die Diagnosen aus dem Kapitel V des ICD-10 genannt. Ausgenommen sind an dieser Stelle die Klassen F7 (Intelligenzminderung) und F8 (Entwicklungsstörungen); die Diagnosen unter F84.- (tiefgreifende Entwicklungsstörungen) sind aber in der ersten Achse als Diagnose zulässig.

### Achse 2 – Umschriebene Entwicklungsstörung
An dieser Stelle werden umschriebene Entwicklungs- sowie Leistungsstörungen (beispielsweise F81.0 Lese- und Rechtschreibstörung) unabhängig von der Ursache beschrieben. Sie liegen nur dann vor, wenn sie aus dem übrigen Entwicklungsniveau des Kindes oder Jugendlichen herausfallen. Eine Entwicklungsstörung als Teil einer geistigen Behinderung würde hier also nicht beschrieben werden; ebenso wird eine Autismus-Spektrum-Störung unter Achse eins aufgeführt und nicht gesondert als Entwicklungsstörung beschrieben.

### Achse 3 – Intelligenzniveau
Auf dieser Achse wird das psychometrisch erfasste oder klinisch eingeschätzte Intelligenzniveau kodiert.

### Achse 4 – Körperliche Symptomatik
Nicht-psychiatrische Krankheiten und Syndrome werden auf der vierten Achse genannt. Allerdings wird auch hier nur die aktuelle Situation beschrieben. Ausnahmen können gemacht werden, wenn Symptome mit aktuellen körperlichen Krankheiten zusammenhängen. Diagnosen aus dem 5. Kapitel des ICD-10 dürfen hier demnach nicht auftauchen.

### Achse 5 – Assoziierte aktuelle abnorme psychosoziale Umstände
Für die Ursache oder den Therapieverlauf wichtige abnorme psychosoziale Umstände (beispielsweise die Behinderung eines Elternteils) sollten in Achse fünf kodiert werden. Die Klassifizierung erfolgt hier nach Ziffer Z55 bis Z65 des ICD-10.

### Achse 6 – Globale Beurteilung des psychosozialen Funktionsniveaus
Inwieweit die psychologische, soziale oder schulische bzw. berufliche Funktion eingeschränkt ist, wird auf der sechsten Achse kodiert. Die Beeinträchtigungen müssen als Folge einer psychischen Störung, einer Entwicklungsstörung oder einer intellektuellen Behinderung entstanden sein. Die Angaben sollen an dieser Stelle kompetenz- und nicht defizitbezogen gemacht werden.